# Дебелл, Кристин
Кристин Дебелл (англ. Kristine DeBell; род. 10 декабря 1954, Чатем, Нью-Йорк) — американская модель, актриса кино и телевидения.

## Биография
Кристин Дебелл родилась 10 декабря 1954 года в городке Чатем (штат Нью-Йорк, США), была старшей из шести детей. С детства занималась балетом и вокалом. После окончания старшей школы Кристин год проучилась в колледже Беркли, но бросила его, решив посвятить себя карьере модели.
В 14 лет девушка снялась в рекламе Macy’s, а затем начала карьеру модели в известном агентстве Ford Models. В апреле 1976 года фото Дебелл появилось на обложке журнала Playboy (фотограф — Сьюз Рэндолл). В связи с тем, что 21-летняя девушка выглядела моложе своих лет, полностью обнажила на фото грудь и находилась в окружении чучел животных, эта фотосессия вызвала оживлённые споры. Критики, в частности, обвинили издание в пропаганде детской порнографии. В августе того же года она снялась в эротическом фото-журнале Хельмута Ньютона «200 мотелей, или Как я провёл летние каникулы». В 2002—2003 годах 14 сохранившихся выпусков этих журналов были проданы на аукционах за 21,1—26,3 тысяч долларов.
С 1976 года Кристин стала сниматься в кинофильмах, с 1978 года — в телефильмах и сериалах. Была достаточно востребована в этой сфере до середины 1980-х годов, затем её стали приглашать на роли всё реже, а с 1990 по 2012 год Дебелл не снималась вообще, посвятив себя воспитанию детей в родном Чатеме. В 2008 году актриса переехала в Лос-Анджелес и с 2012 года начала свою кино-карьеру заново, активно снимаясь до 2021 года.

## Избранная фильмография
Широкий экран
- 1976 — Алиса в Стране чудес / Alice in Wonderland — Алиса
- 1978 — Я хочу держать тебя за руку / I Wanna Hold Your Hand — проститутка Синди
- 1978 — Братья по крови / Bloodbrothers — Шери
- 1979 — Главное событие / The Main Event — Люси
- 1979 — Фрикадельки / Meatballs — А. Л.
- 1980 — Вилли и Фил[англ.] / Willie & Phil — Рина
- 1980 — Большая драка / The Big Brawl — Нэнси
- 1982 — Игра в убийство[англ.] / Tag: The Assassination Game — Нэнси Мак-Коли
- 2013 — Говорящий кот!?![англ.] / A Talking Cat!?! — Сьюзан
- 2013 — Говорящий пони!?! / A Talking Pony!?! — Ким
- 2015 — Полицейский-самурай 2: Смертельная месть[англ.] / Samurai Cop 2: Deadly Vengeance — Роберта

Телевидение
- 1978 — Женщина-полицейский / Police Woman — Франсин (в эпизоде The Young and the Fair[англ.])
- 1978 — Петля мертвеца / Deadman’s Curve — девушка на дне рождения (в титрах не указана)
- 1978 — Джеймс в 15[англ.] / James at 15 — Шерил (в эпизоде Rebel Without a Car)
- 1978 — Б. Дж. и Медведь[англ.] / B. J. and the Bear — Марсия (в эпизоде The Foundlings)
- 1978 — Восьми достаточно / Eight Is Enough — Мелани (в эпизоде Alone at Last)
- 1979 — Барнаби Джонс[англ.] / Barnaby Jones — Райта Уоллес (в эпизоде Man on Fire[англ.])
- 1979 — Калифорнийский дорожный патруль[англ.] / CHiPs — Пегги (в эпизоде Second Chance[англ.])
- 1981 — Злоключения шерифа Лобо[англ.] / The Misadventures of Sheriff Lobo — Джинджер (в эпизоде The French Follies Caper)
- 1984 — Ночной суд[англ.] / Night Court — Дженнифер Блэк (в эпизоде Harry and the Rock Star[англ.])